# 中华人民共和国核工业部
中华人民共和国核工业部，是中华人民共和国历史存在的一个部门，隶属于中华人民共和国国务院，负责中华人民共和国的核能工业发展。

## 历史
前身是1956年11月16日，第一届全国人民代表大会常务委员会第51次会议决定设立的中华人民共和国第三机械工业部，主管中華人民共和國的核工業發展建设和核武器制造，参加了“两弹一星”工程。宋任穷被任命为部长，钱三强被任命为副部长。1957年10月15日《中苏国防新技术协定》签订，开始了尖端国防。1958年2月11日，第一届全国人民代表大会第五次会议通过《关于调整国务院所属组织机构的决定》，决定第三机械工业部改名为中华人民共和国第二机械工业部。到1963年，部机关设25个司局级单位。1982年5月4日， 第五届全国人大常委会第23次会议决定，原二机部被改名为中华人民共和国核工业部。1988年4月，核工业部被撤销，其行政职能被并入新建的能源部，同时组建了中国核工业总公司，承担核军工、核电、核燃料、核应用技术等领域的科研开发、建设和生产经营，以及对外经济合作和进出口业务。

## 历任部领导

### 第三机械工业部（1956年11月—1958年2月）
- 部长宋任窮
- 副部长
  - 刘杰
  - 刘伟
  - 袁成隆
  - 雷荣天
  - 钱三强

### 第二机械工业部（1958年—1982年）
1. 宋任窮
2. 刘杰（1960.9.30—文革初期）
3. 吕世英（1967.5—1968 军管会主任）
4. 袁学凯（1968—1970.6 军管会主任）   （70.06—73.05 革委会主任）
5. 刘西尧（1975.1—1977.1）
6. 刘伟（1977.1—1982.5）

### 核工业部（1982年—1988年）
1. 张忱（女）（1982.5—1983.6）
2. 蒋心雄 （1983.6—1988.4）

## 机构设置

### 内设机构
- 办公厅
- 监察室
- 一局：计划
- 二局：燃料
- 三局: 地质局 雷荣天副部长负责。辖6个地区管理局，51个大队，分布24个省，6万多人
- 四局: 工程基建局
- 五局: 科技局 邓照明（副局长、局长）
- 六局：供应
- 七局: 财务局，后为同位素应用局,同时是国家科委八局
- 八局：人事
- 九局: 李觉为局长、副局长吴际霖和郭英会。领导九所与221厂。1964年，九局、九所、221厂合并为九院。1968年1月1日起归属国防科委领导。1973年7月26日回归二机部建制。1974年1月复设九局。1996年，经中央编办批复，中国核工业总公司该局改为二二一厂离退休人员管理局。
- 十局: 设备局
- 十一局: 情报所
- 十二局: 矿治局
- 十三局: 设计院
- 十四局: 最初为404厂，1963年后为堆工局。
- 十五局: 兰州铀浓缩厂
- 物资局
- 保卫局
- 设计院

### 部属高校
- 中南工学院（今南华大学）
- 华东地质学院（今东华理工大学）
- 苏州医学院（今苏州大学医学部）
- 华北第三工业学校 (今内蒙古工业大学)
- 南京工业学校 （今南京工程学院）